# 우라호로정
우라호로정(일본어: 浦幌町)은 일본 홋카이도 남동부의 도카치 종합진흥국 관내에 있는 정이다.
정명의 유래는 아이누어의 ‘오라 포로’(オーラポロ, 강어귀에 큰 잎이 자라는 곳)이다.

## 지리
도카치 종합진흥국 관내 최동부, 구시로 종합진흥국과의 경계에 위치한다. 정역은 우라호로강 유역을 차지해 남북으로 길다. 시라누카 구릉의 서쪽 가장자리에 해당되어 대부분은 구릉과 대지로 임야가 총면적의 70%를 차지한다. 남부는 태평양과 접한다. 정의 남단 우라호로강 하류부에서 도카치강 하구에 걸쳐 평지가 펼쳐져 있어 밭이나 목장으로 이용되고 있다.

### 기후
| 우라호로정의 기후                                            | 우라호로정의 기후 | 우라호로정의 기후 | 우라호로정의 기후 | 우라호로정의 기후 | 우라호로정의 기후 | 우라호로정의 기후 | 우라호로정의 기후 | 우라호로정의 기후 | 우라호로정의 기후 | 우라호로정의 기후 | 우라호로정의 기후 | 우라호로정의 기후 | 우라호로정의 기후 |
| 월                                                           | 1월               | 2월               | 3월               | 4월               | 5월               | 6월               | 7월               | 8월               | 9월               | 10월              | 11월              | 12월              | 연간              |
| ------------------------------------------------------------ | ----------------- | ----------------- | ----------------- | ----------------- | ----------------- | ----------------- | ----------------- | ----------------- | ----------------- | ----------------- | ----------------- | ----------------- | ----------------- |
| 역대 최고 기온 °C (°F)                                       | 8.6 (47.5)        | 11.9 (53.4)       | 18.7 (65.7)       | 31.6 (88.9)       | 37.9 (100.2)      | 36.1 (97.0)       | 35.6 (96.1)       | 36.0 (96.8)       | 32.8 (91.0)       | 27.5 (81.5)       | 21.0 (69.8)       | 14.8 (58.6)       | 37.9 (100.2)      |
| 일평균 최고 기온 °C (°F)                                     | −0.8 (30.6)       | 0.1 (32.2)        | 4.5 (40.1)        | 10.8 (51.4)       | 16.1 (61.0)       | 19.1 (66.4)       | 22.5 (72.5)       | 24.1 (75.4)       | 21.6 (70.9)       | 16.0 (60.8)       | 8.9 (48.0)        | 1.6 (34.9)        | 12.0 (53.7)       |
| 일일 평균 기온 °C (°F)                                       | −6.9 (19.6)       | −5.8 (21.6)       | −0.7 (30.7)       | 5.0 (41.0)        | 10.3 (50.5)       | 13.9 (57.0)       | 17.7 (63.9)       | 19.4 (66.9)       | 16.4 (61.5)       | 10.0 (50.0)       | 3.2 (37.8)        | −4.0 (24.8)       | 6.5 (43.8)        |
| 일평균 최저 기온 °C (°F)                                     | −13.2 (8.2)       | −12.3 (9.9)       | −6.1 (21.0)       | −0.4 (31.3)       | 5.1 (41.2)        | 9.8 (49.6)        | 14.2 (57.6)       | 15.8 (60.4)       | 12.1 (53.8)       | 4.4 (39.9)        | −2.1 (28.2)       | −9.6 (14.7)       | 1.5 (34.7)        |
| 역대 최저 기온 °C (°F)                                       | −25.6 (−14.1)     | −26.8 (−16.2)     | −20.8 (−5.4)      | −11.0 (12.2)      | −4.2 (24.4)       | 0.0 (32.0)        | 6.0 (42.8)        | 6.5 (43.7)        | 0.9 (33.6)        | −5.1 (22.8)       | −14.3 (6.3)       | −20.5 (−4.9)      | −26.8 (−16.2)     |
| 평균 강수량 mm (인치)                                        | 43.9 (1.73)       | 28.9 (1.14)       | 47.0 (1.85)       | 68.5 (2.70)       | 103.6 (4.08)      | 90.7 (3.57)       | 108.0 (4.25)      | 139.1 (5.48)      | 150.9 (5.94)      | 106.9 (4.21)      | 63.0 (2.48)       | 55.4 (2.18)       | 1,005.9 (39.60)   |
| 평균 강설량 cm (인치)                                        | 76 (30)           | 67 (26)           | 61 (24)           | 9 (3.5)           | 2 (0.8)           | 0 (0)             | 0 (0)             | 0 (0)             | 0 (0)             | 0 (0)             | 10 (3.9)          | 55 (22)           | 281 (111)         |
| 평균 강수일수 (≥ 1.0 mm)                                     | 5.1               | 4.3               | 6.0               | 8.3               | 9.5               | 8.5               | 10.1              | 11.0              | 10.5              | 8.1               | 6.9               | 6.3               | 94.6              |
| 평균 강설일수                                                | 8.8               | 8.1               | 7.6               | 1.2               | 0.2               | 0                 | 0                 | 0                 | 0                 | 0                 | 1.3               | 6.2               | 33.4              |
| 평균 월간 일조시간                                           | 181.3             | 182.5             | 213.7             | 192.7             | 184.1             | 150.0             | 126.3             | 130.4             | 145.6             | 177.1             | 172.8             | 167.7             | 2,024             |
| 출처: 일본 기상청 (평년값: 1991년~2020년, 극값: 1977년~현재) |                   |                   |                   |                   |                   |                   |                   |                   |                   |                   |                   |                   |                   |

### 인접한 자치체
- 도카치 종합진흥국
  - 나카가와군 도요코로정, 이케다정, 혼베쓰정

- 구시로 종합진흥국
  - 구시로시
  - 시라누카군 시라누카정

## 역사
- 1906년 4월 - 오베쓰코시촌과 아이우시촌이 합병해 2급 정촌제가 시행되어 세이고(生剛)촌이 되었다.
- 1912년 4월 - 우라호로촌으로 개칭했다.
- 1954년 4월 - 정으로 승격해 우라호로정이 되었다.

## 경제
농업은 축산업이 중심이다. 옛날에는 말 산지(군마 구시로종) 중 하나였지만 쇠퇴해 제2차 세계 대전 후에는 우라호로 탄광의 탄광과 낙농 지역으로 변모했다. 현재 탄광은 폐산했다.
육우 사육, 밭농사가 번성하고 감자와 사탕무의 수확량이 특히 많지만 벼농사는 행해지지 않는다. 풍부한 자원을 배경으로 임업도 행해진다. 아쓰나이강 하구의 아쓰나이에 어항이 있어 근해는 연어의 좋은 어장이다. 그 외에 낙지, 홋키조개 등이 잡힌다. 예전에는 다시마 채집도 많았지만 근래에는 별로 행해지지 않는다. 시샤모의 어획도 있다.
경제권으로능 오비히로 권역에 포함된다.

## 교통

### 철도
- 홋카이도 여객철도 네무로 본선

### 도로
- 도토 자동차도
- 국도 38호선
- 국도 274호선
- 국도 336호선
- 국도 392호선